# Xylophagus caucasicus
Xylophagus caucasicus är en tvåvingeart som beskrevs av Nina Krivosheina och Boris Mamaev 1982. Xylophagus caucasicus ingår i släktet Xylophagus och familjen vedflugor. Inga underarter finns listade i Catalogue of Life.